# Liste der Naturdenkmale in Neu-Eichenberg
Die Liste der Naturdenkmale in Neu-Eichenberg nennt die im Gebiet von Neu-Eichenberg im Werra-Meißner-Kreis in Hessen gelegenen Naturdenkmale.

## Liste
| Bild                          | Bezeichnung  | Ortsteil, Lage                                                 | Beschreibung | Art | Nr.         |
| ----------------------------- | ------------ | -------------------------------------------------------------- | ------------ | --- | ----------- |
| mehr Fotos \| Fotos hochladen | 1 Linde      | Eichenberg, Zum Mainzer Rad 51° 22′ 16,3″ N, 9° 53′ 52,8″ O    |              |     | NEB 636.072 |
| Fotos hochladen               | Karlsbrunnen | Eichenberg, Karlsbrunnenstraße 51° 22′ 19,6″ N, 9° 53′ 48,7″ O |              |     | NEB 636.074 |
| mehr Fotos \| Fotos hochladen | 1 Linde      | Eichenberg, Zum Mainzer Rad 51° 22′ 16,3″ N, 9° 53′ 52,8″ O    |              |     | NEB 636.075 |
| Fotos hochladen               | 1 Linde      | Eichenberg 51° 22′ 16″ N, 9° 54′ 2,6″ O                        |              |     | NEB 636.076 |
| mehr Fotos \| Fotos hochladen | 1 Eiche      | Eichenberg, Zum Mainzer Rad 51° 22′ 16,3″ N, 9° 53′ 52,8″ O    |              |     | NEB 636.077 |
| mehr Fotos \| Fotos hochladen | Lutherlinde  | Hermannrode 51° 24′ 0,1″ N, 9° 51′ 13,2″ O                     |              |     | NEB 636.080 |
| Fotos hochladen               | 1 Linde      | Neu-Eichenberg, Kirchplatz 51° 22′ 17″ N, 9° 53′ 57,5″ O       |              |     | NEB 636.082 |